# Kramat (uitgeverij)
Uitgeverij Kramat was een zelfstandige Belgische uitgeverij gevestigd te Westerlo.
De uitgeverij ging in 1994 van start met als doel oorspronkelijk Nederlandstalig werk uit te geven. Dit gebeurde onder de imprint Kramat Suspense. In 2006 werd de ondernemingsvorm omgezet naar een BVBA en werden drie nieuwe imprints toegevoegd:
- Kramat Litura: algemene literatuur met sociale thematiek.
- Kramat Docu: non-fictie van uiteenlopende aard.
- Kramat Junior: uitgaven voor jongeren.
- Kramat Suspense: thrillers en misdaadromans.
- Meesters in Magie: fantasy, sf, horror en bovennatuurlijke thrillers.

Per jaar werden ongeveer 20-30 boeken uitgegeven.
De uitgeverij vroeg in oktober 2020 het faillissement aan.

## Auteurs
Van onder anderen deze schrijvers zijn boeken bij uitgeverij Kramat verschenen:
- Stefaan Van Laere
- Bavo Dhooge
- Guido Eekhaut
- Hans de Booij
- Johan Deseyn
- John Vermeulen
- Laura Lynn
- Mel Hartman
- Michaël Volkaerts
- Nico De Braeckeleer
- Peter Schaap
- Rudy Soetewey
- Thirza Meta
- Tisa Pescar
- Roel Verschueren
- Frank Pollet
- Anne Baaths